# Ferdinand George von Oppeln-Bronikowski
Ferdinand George von Oppeln-Bronikowski (* 16. August 1751 in Polen-Litauen; † 4. November 1803 in Kalisch) war ein preußischer Landrat, Landesdirektor und Kammerpräsident.

## Herkunft
Ferdinand George von Oppeln-Bronikowski war Angehöriger des Adelsgeschlechts Oppeln-Bronikowski. Er war ein Sohn des polnischen Adligen zu Zychlin Andreas von Oppeln-Bronikowski. Sein Bruder Xaver Andreas (* 1752; † nach 1803) war Landrat des Kreises Inowrazlaw.

## Leben
Ferdinand George besuchte zunächst mit seinem Bruder Xaver Andreas ein Gymnasium in Thorn. Im Anschluss immatrikulierten sich beide am 5. Mai 1770 an der Universität Königsberg. Nach Ende seines Studiums wurde er 1772 interimistischer (und erster) Landrat des Landkreises Bromberg, dem im Juni 1775 die offizielle Bestallung folgte. Im Herbst 1777 wechselte er als Landrat in den Kreis Deutsch Krone, wo er den bisherigen Amtsinhaber Jacob Otto von Wobeser ablöste. Im April 1787 erhielt er die Bestallung als Landesdirektor im Netzedistrikt. Im April 1793 wurde er zum Kammerpräsident in Lentschitz bzw. Petrikau befördert, den entsprechenden Amtseid legte er im Mai des Jahres in Posen ab. Seit dem Herbst 1793 war er ferner als preußischer Kommissar bei der Grenzberichtung zwischen Südpreußen und Polen tätig. Im März 1801 sollte er aufgrund „leichtsinniger“ Arbeitsweise in Pension versetzt werden.  

## Persönliches
Ferdinand George von Oppeln-Bronikowski saß auf Filehne. Er war seit Januar 1782 Mitglied in einer Berliner Freimaurerloge. Am 6. November 1803 erschoss er sich bei einem Jagdausflug.